# Los burgueses de Calais
Los burgueses de Calais (en francés: Les Bourgeois de Calais) es una de las más famosas esculturas de Auguste Rodin. Este conjunto escultórico representa a los seis burgueses que en 1347, al inicio de la Guerra de los Cien Años (1337-1453), se ofrecieron a dar sus vidas para salvar a los habitantes de la sitiada ciudad francesa de Calais. Calais encargó a Rodin crear la escultura en 1884, y la obra fue terminada en 1889.

## Historia de los burgueses de Calais
En su crónica sobre el Sitio de Calais, Jean Froissart cuenta sobre los seis burgueses:
Para el rey Eduardo III de Inglaterra, el puerto francés de Calais, sobre el Canal de la Mancha, era de gran importancia estratégica, y en septiembre de 1346, tras la batalla de Crécy, dirigió un sitio de la ciudad. Tras varios intentos de los ingleses de tomar la ciudad y varios intentos fracasados de los franceses de romper el sitio, el rey Eduardo tomó la decisión en febrero del siguiente año de dejar morir de hambre a los habitantes de la ciudad.
Un mes después, cuando los ingleses interceptaron un envío de víveres, quinientos niños y ancianos fueron expulsados de la ciudad para permitir a los demás sobrevivir, pero los ingleses les impidieron el paso y los dejaron morir de hambre justo fuera de los muros de la ciudad.
Cuando el rey Felipe VI de Francia retiró sus fuerzas de la ciudad, el alcalde de Calais ofreció al rey inglés la capitulación de la ciudad con la condición de que los habitantes pudieran salir libres. El rey Eduardo se negó, indignado de que una ciudad que estaba a punto de caer y que le había costado tanto tiempo, hombres y dinero, se atreviera a imponer condiciones. Sin embargo, los propios hombres del rey señalaron que la única culpa de la ciudad fue haber luchado valientemente por su rey. Finalmente el rey se ofreció a respetar la vida de los pobladores de la ciudad si seis hombres notables de la ciudad, en su lugar, se rindieran ante él, junto con las llaves de la ciudad, vestidos en camisón y con una soga amarrada a sus cuellos.

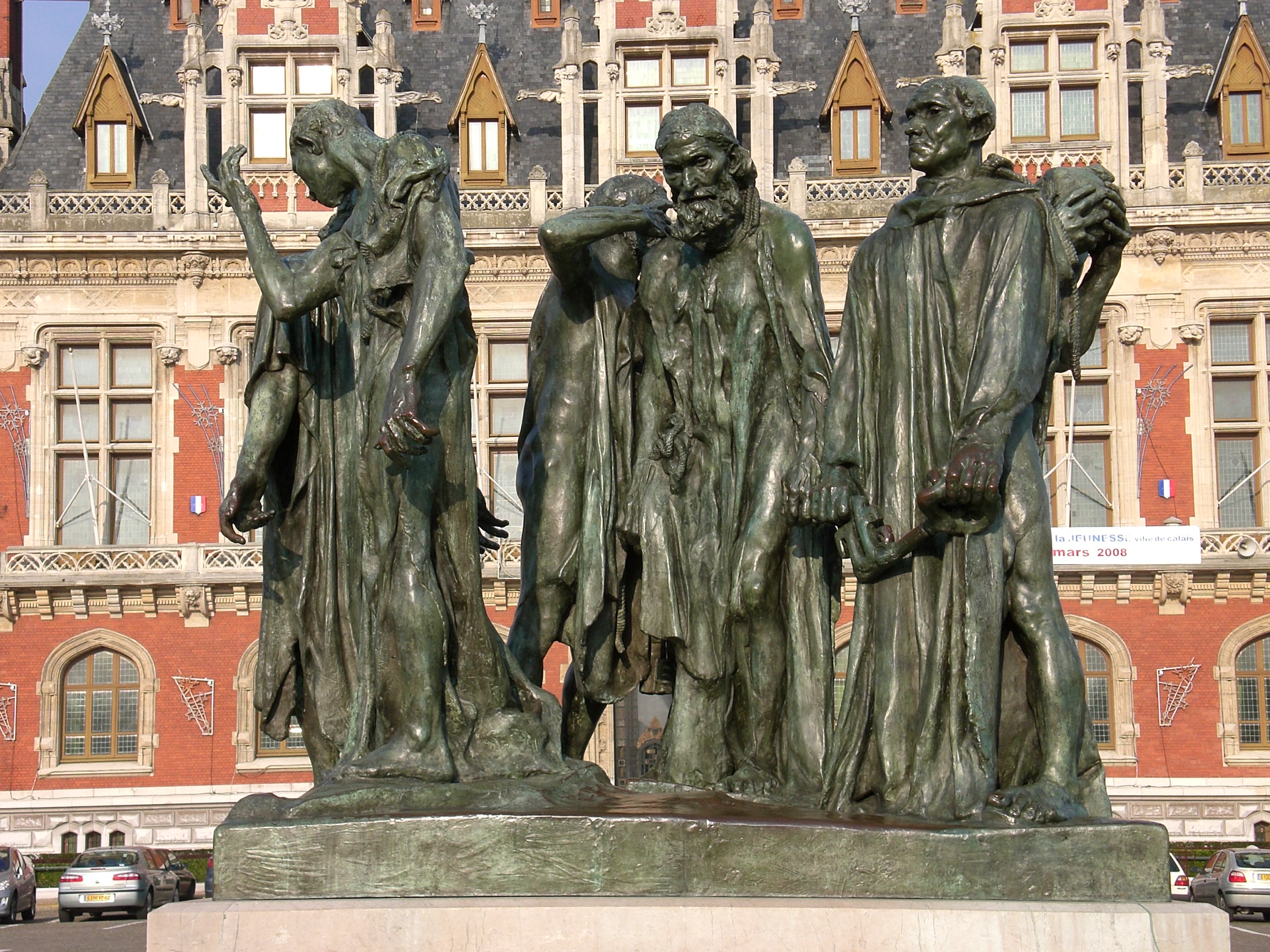
Los burgueses de Calais, escultura de Rodin situado enfrente del Ayuntamiento de Calais.

El alcalde de Calais hizo sonar las campanas y reunió a los habitantes en la plaza para comunicar las condiciones del rey inglés. La población recibió la orden con un gemido y los concurrentes rompieron en llanto. Al poco tiempo, sin embargo, uno de los hombres más ricos de la ciudad, Eustache de Saint-Pierre, se levantó y dijo:

Monsieur, sería una gran desgracia permitir que esta gente muera de hambre si podemos encontrar una alternativa. Estoy convencido de que cumpliría la voluntad de mi Dios si me ofreciera por estas personas y me entregara así como el primero en salir descalzo y con la cabeza descubierta, vestido en camisa y con una soga alrededor de mi cuello y me entregara a la voluntad del rey inglés.

Finalmente otros cinco de los ciudadanos prominentes le hicieron compañía: Jacques y Pierre de Wissant, Jean de Vienne, Andrieu d'Andres y Jean d'Aire se vistieron según los deseos del rey y fueron escoltados por la ciudad hasta sus puertas, donde se despidieron de la multitud afligida de hombres, mujeres y niños. Se abrieron las puertas y el alcalde salió con sus seis ciudadanos y cerró la puerta nuevamente. De ahí acompañó al grupo hasta el campamento inglés y los dejó.
Los ingleses llevaron a los hombres frente a la tienda del rey Eduardo, donde cayeron de rodillas y le entregaron las llaves de la ciudad. El rey los miró con inquina y en silencio por un largo rato antes de dar la orden de que los colgaran. Uno de los caballeros que se encontraba cerca tomó entonces la palabra:

Mi buen rey, os suplico contengáis vuestra ira. Vuestra reputación habla de un corazón noble. No permitáis que un suceso como éste la avergüence o permita que nadie pueda hablar mal de vos. Todo el mundo podría decir que vos os portáis con crueldad si condenáis a muerte a seis hombres nobles quienes, por su propia voluntad, se ofrecieron a vuestra voluntad para salvar a sus ciudadanos.

La ira del rey aumentó cuando sus propios caballeros le señalaron el heroísmo de los burgueses y con un gesto hizo salir al caballero. Entonces su esposa, Felipa de Henao, se le acercó llorando y suplicó:

Mi buen señor, desde que crucé el mar con gran peligro para encontrarme con vos, nunca os he pedido un favor. Ahora os pido, como la más humilde de las ofrendas, por el Hijo y la Santa Madre y por vuestro amor a mí, respetéis la vida de estos seis hombres.

El rey la miró en silencio por un corto tiempo y dijo:

Oh, señora, deseo que estuvieráis en algún otro lugar que no éste. Me habéis suplicado de tal forma que no puedo negarme: Os los entrego, haced con ellos lo que queráis.

Felipa les retiró enseguida las sogas y los llevó a sus aposentos, donde les ofreció ropajes y una cena. Luego los proveyó de dinero y los condujo en secreto. Pronto se encontraron en diferentes ciudades de Picardía.
Los habitantes de Calais se dirigieron luego a territorio francés, los más ricos tras pagar un rescate. Calais permaneció en manos inglesas hasta 1558.

## Conjunto escultórico

Primera maqueta para Los burgueses de Calais, Museo Soumaya, Ciudad de México.

En el otoño de 1884 la municipalidad de Calais retomó un proyecto que se había gestado varias décadas atrás: la creación del monumento como homenaje a Eustache de Saint-Pierre y los ciudadanos ilustres. El escultor Auguste Rodin recibió en 1885 el encargo de crear este monumento conmemorativo, pocos años después de otro acontecimiento histórico que puso en entredicho la soberanía gala: la guerra franco-prusiana (1870-1871) entre las tropas de Napoleón III y el Canciller de Hierro, Otto von Bismark. Después de casi cuatro años de trabajar en bocetos, la escultura estuvo lista en 1888 con figuras de casi dos metros de altura, para finalmente ser inaugurada en 1895, once años después de que Rodin presentara la primera maqueta. En palabras de John L.Tancock, logró evitar los estereotipos de la escultura académica, creando un monumento que todavía inspira y conmueve al espectador contemporáneo.
Después de entregar la maqueta, Rodin desarrolló las figuras por separado y utilizó como modelos a hombres de carácter enérgico. Ejecutó innumerables estudios, en distintas escalas y actitudes de los hombres que se sacrificarían. El artista logró plasmar un estado emocional único: Pierre de Wiessant con el dramatismo corporal o Jean de Fiennes desconsolado. Además del logro expresivo de este episodio, Rodin innovó al proyectar el monumento al ras del piso, así puede contemplarse desde la dimensión humana. Rostros trémulos, manos crispadas, gritos y angustia contenidos fueron los derroteros de Auguste Rodin para exaltar el pasaje histórico de la liberación de Calais. El maestro apuntaba: Nunca titubeé en hacerlos lo más delgados y débiles posible. Ellos todavía se cuestionan si tienen la fuerza para asumir el sacrificio supremo [...].

## La obra dramática de Georg Kaiser
La obra de teatro Los burgueses de Calais - presentación en tres actos se desarrolló en una primera versión en 1912 o 1913, inspirada en la ya famosa obra de Rodin, tomando su versión final en 1914. La obra fue puesta en escena el 29 de enero de 1917 en Fráncfort bajo la dirección de Arthur Hellmer. La obra fue un éxito y significó la irrupción artística de Georg Kaiser. Hoy en día es todavía una lectura escolar.
Kaiser espera que la historia de la Guerra de los Cien Años sean familiares. Inicia en la mitad de los hechos y se desvía substancialmente de la crónica de Froissart al final:
Primer Acto: En un ayuntamiento abierto de la ciudad de Calais, los "ciudadanos notables" (concejales) se reúnen para debatir entre la resistencia o la rendición. Uno de ellos es Eustache de Saint-Pierre, uno de los hombres más ricos. El rey inglés hace llegar el mensaje de que levantará el sitio con una condición; "[...] seis ciudadanos notables han de llevar las llaves de la ciudad — seis ciudadanos notables han de caminar desde la puerta — descubiertos y descalzos — vestidos en pecado — la soga alrededor de sus cuellos [...] Seis deben partir de la ciudad al amanecer — seis han de entregarse en las arenas frente a Calais — seis veces han de arrodillarse —; ¡Esta penitencia preservaría el bienestar de la ciudad y al puerto de Calais!" Eustache de Saint-Pierre se ofrece como el primero, luego otros cuatro lo siguen. Los hermanos Wissant se ofrecen al mismo tiempo y hay una persona de más. Ahora hay que decidir quién no se sacrificará.
Segundo Acto: Los siete voluntarios se despiden de sus allegados. Durante la cena deciden jugar a la suerte quién no se sacrificará. El intento fracasa ya que Eustache manipula los resultados para hacer que todos reconsideren su decisión. Finalmente se decide que se salve quien llegue de último a la plaza del mercado al día siguiente.
Tercer Acto: En la mañana se reúnen todos en la plaza del mercado y se preparan a su marcha con el rey inglés, excepto Eustache. Se sospecha que traicionó a sus compañeros cuando aparece Eustache muerto cargado en un féretro. Para mostrar la necesidad de la víctima, se quitó en la noche la vida. Al final llega un mensajero inglés y anuncia: el rey tuvo un hijo esa noche, "esta mañana, por una vida no quiere destruir una vida", ¡Calais y su puerto se han salvado sin la pena de la destrucción! El cuerpo de Eustache es llevado a la catedral: "El rey de Inglaterra está — si ante el altar ora — ¡vencido de rodillas!" El ciego padre de Eustache habla: "Vi nuevos seres humanos — ¡en esta noche nació!" La imagen final se congela como en la escultura de Rodin.
El fragmento de tiempo de Kaiser es considerado un documento literario y una obra cumbre del teatro del expresionismo y exhibe el estilo abstracto típico del mismo: el topos de "nuevos seres humanos", la individualización de los personajes, la alta artificialidad del lenguaje simbólico, el incremento patético. El mensaje de que el rescate de la comunidad se alcanzó solo por la autovictimización de un particular en lugar de la resistencia sin sentido de todos corresponde a la crítica usual del expresionismo a la clase media de la época guillermina, que se hacen más rotundos a la vista de las vibraciones sociales y la muerte industrializada de la Primera Guerra Mundial.